# Croix du Guilliguy
La Croix du Guilliguy est un monument se situant en haut du Guilliguy à Portsall dans la commune de Ploudalmézeau.

## Historique
Cette croix d'inspiration chrétienne, datant de 1715 dont l'emplacement originel fut situé tout près de la chapelle Saint-Usven (aujourd'hui disparue à la suite d'un éboulement de terrain, falaise) jusqu'en 1895 dans le cimetière adjacent à cette dernière. 
Son nom initial est en breton : Ar Giligi.

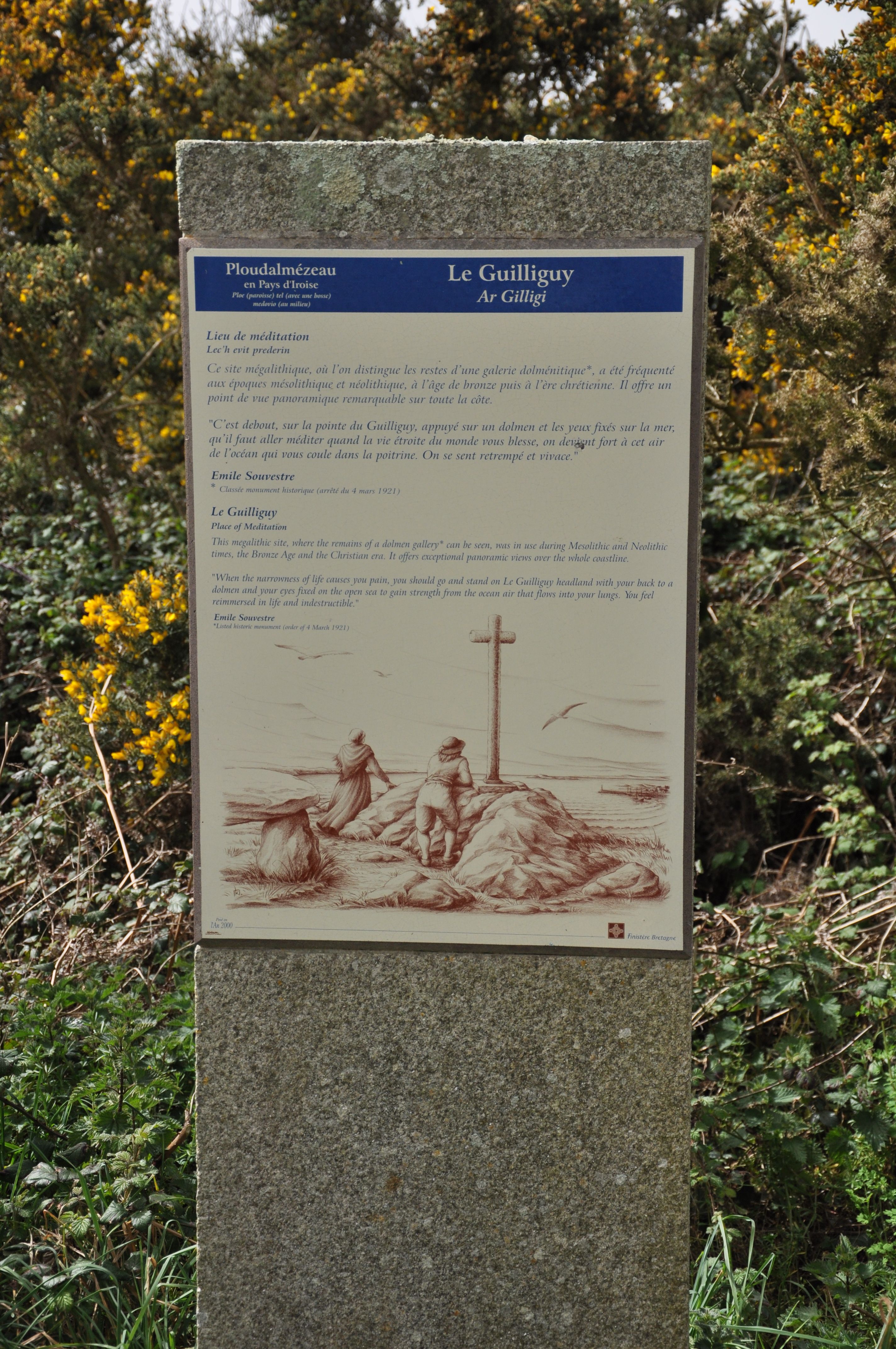
Pancarte touristique sur la croix du Guilliguy

## Architecture
Cette croix a une forme particulière, octogonale à sa base et extrémités, de granit taillé et du plus bel apparat. Celui-ci se dresse sur une hauteur de plus de 4 mètres.

## Notoriété
Ce monument est un petit trésor pour le port de Portsall, appréciée par ces habitants, les touristes et les visiteurs de passage. Elle se trouve sur le chemin du Sentier de grande randonnée 34.